# Wonderland (lyrical schoolのアルバム)
『Wonderland』（ワンダーランド）は、lyrical schoolの6枚目のフルアルバム。
2021年4月7日にCONNECTONE（ビクターエンタテインメント）よりリリース。

## 解説
前作『BE KIND REWIND』より約1年7ヶ月ぶり、また2019年6月にビクターエンタテインメント内のレーベルCONNECTONEへ移籍してからは2枚目のフルアルバムとなる。
当初の予定では1月27日の発売を予定していたが、制作上の都合により2月3日に変更となり、イベントやツアーの開催も含めた総合的な情勢を踏まえ、最終的に4月7日に変更された。
さまざまな“世界“をテーマに構成されたコンセプチュアルな作品集となっており、chelmicoのRachelや、BAD HOPや(sic)boyに楽曲を提供するKMをはじめ、前作に引き続きPES、ALI-KICK、Kick a Show & Sam is Ohm、valknee、okaerio、大久保潤也（アナ）、上田修平、高橋コースケ、坪光成樹、泉水マサチェリー（Byebee）らも作家陣として名を連ねている。
前作以降のシングルや、スキットを含む新録の7トラックを追加した全14曲を収録。

## 収録曲
| #         | タイトル                 | 作詞                                           | 作曲                              | 編曲                              | 時間  |
| --------- | ------------------------ | ---------------------------------------------- | --------------------------------- | --------------------------------- | ----- |
| 1.        | 「-wonderland-」(skit)   |                                                |                                   |                                   | 0:55  |
| 2.        | 「MONEY CASH CASH CASH」 | ALI-KICK                                       | ALI-KICK                          | ALI-KICK                          | 2:56  |
| 3.        | 「OK!」                  | ALI-KICK、大久保潤也（アナ）                   | 上田修平、大久保潤也（アナ）      | 上田修平                          | 3:29  |
| 4.        | 「Danger Treasure」      | Kick a Show、Sam is Ohm                        | Sam is Ohm、Kick a Show           | Sam is Ohm、Kick a Show           | 2:51  |
| 5.        | 「YABAINATSU」           | 大久保潤也（アナ）                             | 上田修平、大久保潤也（アナ）      | 上田修平、大久保潤也（アナ）      | 3:12  |
| 6.        | 「SHARK FIN SOUP」       | valknee                                        | okaerio                           | okaerio                           | 3:15  |
| 7.        | 「-earthbound-」(skit)   |                                                |                                   |                                   | 0:40  |
| 8.        | 「Fantasy」              | Rachel（chelmico）                             | ryo takahashi、Rachel（chelmico） | ryo takahashi、Rachel（chelmico） | 4:19  |
| 9.        | 「TIME MACHINE」         | Lil’ Leise But Gold                            | KM、Lil’ Leise But Gold           | KM、Lil’ Leise But Gold           | 4:27  |
| 10.       | 「Bright Ride」          | PES                                            | PES                               | PES                               | 3:57  |
| 11.       | 「FIVE SHOOTERS」        | valknee                                        | 高橋コースケ                      | 高橋コースケ                      | 3:30  |
| 12.       | 「Bring the noise」      | MCモニカ（Byebee）                             | 泉水マサチェリー（Byebee）        | 泉水マサチェリー（Byebee）        | 3:14  |
| 13.       | 「Curtain Fall」         | 泉水マサチェリー（Byebee）、木村好郎（Byebee） | 坪光成樹                          | 坪光成樹、高橋コースケ            | 4:36  |
| 14.       | 「SEE THE LIGHT」        | 大久保潤也（アナ）、泉水マサチェリー（Byebee） | 泉水マサチェリー（Byebee）        | 上田修平                          | 2:59  |
| 合計時間: | 合計時間:                | 合計時間:                                      | 合計時間:                         | 合計時間:                         | 44:20 |

## 楽曲について
- OK!

2020年4月8日、EP『OK!!!!!』からの先行配信シングルとしてリリースされた。
- Bring the noise

2020年4月22日発売のEP『OK!!!!!』に収録。
- YABAINATSU

2020年7月29日発売の配信限定EP『PLAYBACK SUMMER』に収録。
- Bright Ride

2020年10月28日、配信シングルとしてリリースされた。
- FIVE SHOOTERS

2020年11月25日、配信シングルとしてリリースされた。
- TIME MACHINE

2021年2月24日、配信シングルとしてリリースされた。
2022年10月公開の映画『MONDAYS/このタイムループ、上司に気づかせないと終わらない』（パルコ配給、竹林亮監督）で劇中歌として使用された。
- Fantasy

2021年3月17日、配信シングルとしてリリースされた。
2022年10月公開の映画『MONDAYS/このタイムループ、上司に気づかせないと終わらない』（パルコ配給、竹林亮監督）で劇中歌として使用された。

## 評価と批評
- ミュージック・マガジンでは、その「本格的なフロウ」（川口真紀）に、「いい意味で混沌」（石井真男）とした「先鋭的なトラック」（川口）が称賛された。また坂本哲也は「ところどころにポップソングを思わせるようなフックを織り混ぜている」点にlyrical schoolの魅力を見出しつつ、本作については「どこか行き当たりばったりな感じ」も指摘している[1]。